# Bodil Christensen
Bodil Christensen, född den 25 december 1896 i Holbæk, Danmark, död den 27 mars 1985 i San Filipe, Oaxaco, Mexiko.

## Biografi
Bodil Christensen var dotter till Harald Leopold Christensen (1848-1911) och Marie Wiggers (1860-1907). Hon och hennes äldre syster Helga Larsen (1891-1938) var båda bosatta i Mexiko och intresserade av Mexikos arkeologi och etnografi. Bodil arbetade på Ericssons mexikanska dotterbolag Mexeric, som 1947 kom att heta Teléfonos de México (Telmex), efter att en grupp investerare med industrialisten Axel Wenner-Gren i spetsen tagit över verksamheten.

Bodil Christensen och Helga Larsen på den stora monoliten i Coatlinchán, Mexiko, 1934. Foto: Sigvald Linné.

Bodil Christensen och Helga Larsen hade mycket god kontakt med Etnografiska museet och de deltog båda i Andra svenska Mexiko-expeditionen 1934-1935 med Sigvald Linné (1899-1986) och Gösta Montell (1899-1975), bl.a. i arkeologiska strövtåg i trakten av Calpulalpan i nordvästliga delen av Tlaxcala, insamling av etnografiska föremål i utvalda byar samt fotografering och studium av arbetsmetoder, byggnader, folkseder etc. De bidrog med mycket god information kring föremålen och publicerade artiklar i Etnografiska museets internationella tidskrift Ethnos. Svenska Amerika-Mexiko-Linjen hemtransporterade kostnadsfritt samlingarna.
Under åren 1935-1936 fortsatte systrarna att samla in föremål från trakter som tidigare ej varit representerade ens i Mexikos nationalmuseum.
Föremålen som förvärvades under Andra svenska Mexiko-expeditionen finns idag på Etnografiska museet i Stockholm, liksom de 170 föremål från folkgrupperna Maya, Yaqui, Huichol, Zapoteker, Tarasker, Otomi och Nahua, som systrarna samlade in under åren 1935-1936.

1937.19.0139. Huvudbonad av kalkonfjädrar. Användes i "Danza de la Pluma" i Oaxaca, södra Mexiko. Ingår i utställningen "Tillsammans" (öppnad 2015) på Världskulturmuseet i Göteborg.

Den norske ingenjören Ola Apenes (1898-1943) bosatte sig i Mexiko 1929. Han blev snabbt intresserad av de gamla mexikanska kulturerna och arbetade på detta område fram till sin död i Kanada 1943. Han blev mycket god vän med systrarna och deltog liksom dem i Andra svenska Mexiko-expeditionen. I Ola Apenes´ kvarlåtenskap fanns 60 pressade och uppsatta medicinalväxter från Dzitas, Yucatán, insamlade 1935 av señor Isidro Hernández Lars och försedda med uppgifter om namnen på Maya-språket samt användningen. Bodil Christensen fick överta växtsamlingen och skänkte den 1948 till Etnografiska museet.
Bodil Christensen utarbetade ett omfattande register över historiska fotografier med både motiv, ursprung, datum, tekniska specifikationer och originalets villkor, men bidrog också med fotografisk dokumentation, till exempel av Los Voladores från Pahuatlán i Puebla. Hennes bilder från Mexiko finns publicerade i böckerna Handbook of Middle American Indians, Vol. 6, Social anthropology (1967), Handbook of Middle American Indians, Vol. 10-11, Archaeology of Northern Mesoamerica (1971) och The book of looms: a history of the handloom from ancient times to the present (1979, Eric Broudy, sid 85-86). Etnografiska museet har 72 av hennes bilder i sitt bildarkiv. Förutom arkeologiska och etnografiska bilder finns här även bilder från översvämningarna i Mexico City sommaren 1952.

Man från folkgruppen Huichol, Tuxpan, Jalisco.
Vulkanen Paracutín vid sitt utbrott 1943.
Skulpturer, Monolithic Rock Temple, Malinalco.
"Danza de la Pluma", Oaxaca City.
Översvämning i Mexico City, sommaren 1952.

Andra typer av arbete var dokumentationen av ceremonierna bland Nahuas i Cohuatlán i Veracruz, danserna bland Acatlaxquis i nordvästra Sierra de Puebla och musikinstrumentet Teponaztli - ett snidat och dekorerat slaginstrument från ett ihåligt träblock.
Efter sin syster Helgas död 1938 fortsatte Bodil att samla in föremål från olika delar av Mexiko. Etnografiska museet har fler än 300 av dessa föremål i sina samlingar, bl.a. en bröllopsdräkt från Zinacantan, ett fågelnät från Chimalhuacan, 18 snidade och målade träfigurer från Quetzalan, två vävstolar med sländor från Ichcateopan, samt textilier och andra etnografiska föremål från folkgrupperna Huichol, Otomi, Mazateker, Popoloca, Totonaker och Azteker.

## Publikationer
- ”The Acatlaxqui dance of Mexico”. Ethnos 1937, Volume 2, No 4, sid 133-136. https://www.tandfonline.com/doi/abs/10.1080/00141844.1937.9980502.
- "Notas sobre la fabricación del pael indígena y su empleo para bruharías en la Sierra Norte de Puebla". Revista Mexicana de Estudios Antropológicos, 1942, Volume 6, No 1-2, sid 109-124[3].
- "Otomo looms and quechquemitls from San Pablito, State of Puebla and from Santa Ane Hueytlalpan, State of Hidalgo, Mexico". Notes on Middle American Archeology and Ethnology, 1947, No 78, sid 122-142[3].
- "Los graniceros". Revista Mexicana de Estudios Antropológicos, 1962, Volume 18[3].
- ”Bark Paper and Witchcraft in Indian Mexico”. Economic Botany, 1963, Vol. 17, No. 4, sid 360-367. https://link.springer.com/article/10.1007/BF02860145.
- ”Witchcraft and pre-Columbian paper / Brujerias y papel precolombino”. Ediciones Euroamericanas, 1979, Mexico D.F. / Bodil Christensen (text & foto), Samuel Marti (text). https://www.amazon.com/Witchcraft-Pre-Columbian-Paper-Brujerias-Precolombino/dp/B000UE041G.